# Chat de ferme

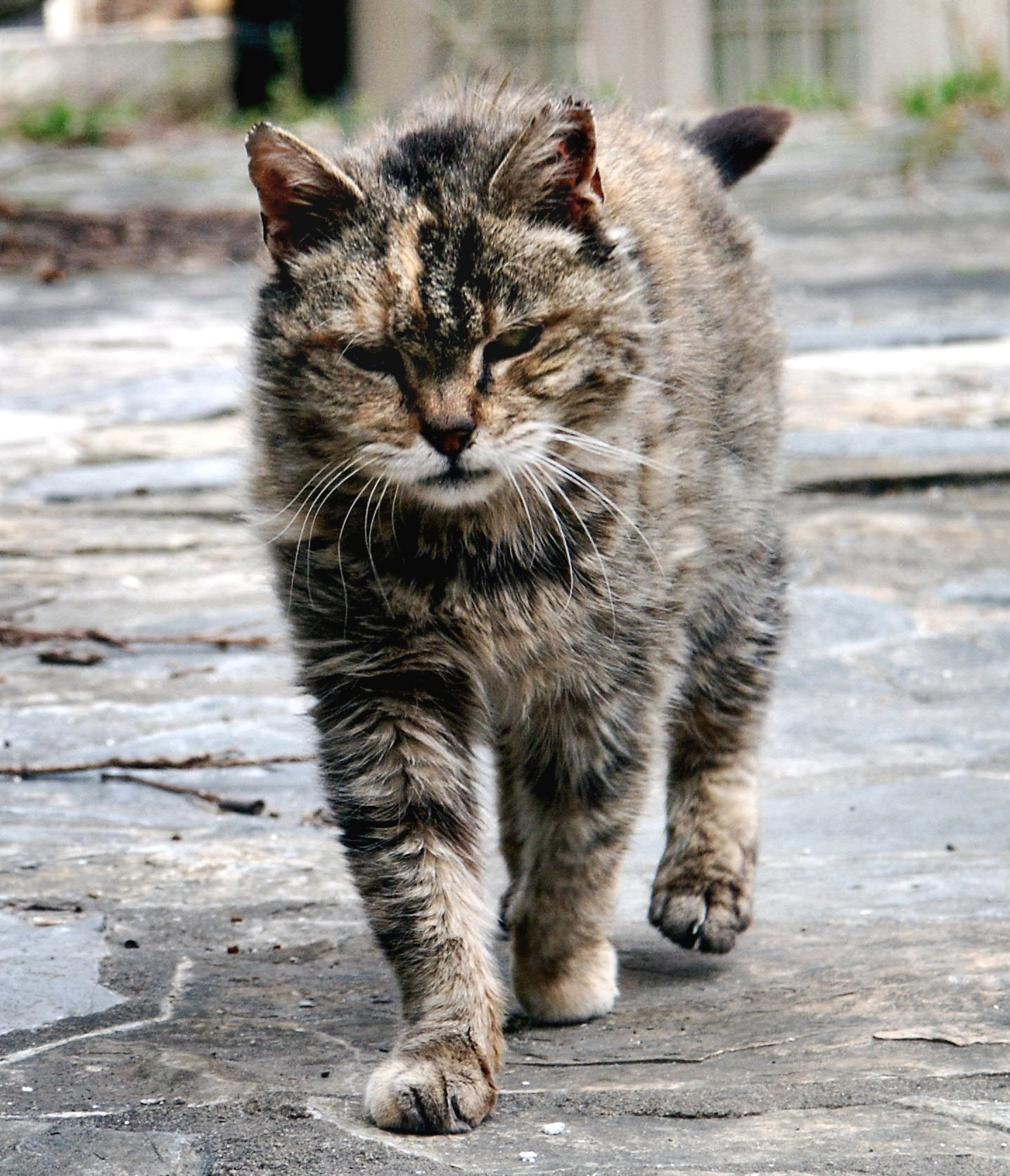
Chat haret de ferme

Un chat de ferme, parfois appelé chat de grange, est un chat domestique généralement issu de plusieurs races, à l'état sauvage ou semi-sauvage, qui vit principalement en extérieur sur des propriétés agricoles et s'installe dans les dépendances. Ces chats se nourrissent d'espèces indésirables comme des rongeurs et d'autres petits animaux qui vivent autour des champs cultivés.
Une hypothèse veut que la domestication du chat ait pour origine l'utilisation des chats de ferme pour protéger les récoltes contre les rongeurs.
Les chats de ferme sont encore largement présents grâce à leur efficacité pour contrôler les populations d'espèces indésirables dans les exploitations agricoles, les ranchs, les serres et même les plantations de drogues,,,. Les chats de ferme chassent les rongeurs installés sur place et leurs phéromones dissuadent les autres de venir,.

## Aspect physique
Les chats de ferme présentent quelques traits physiques distincts, adaptés à leur environnement extérieur. Ils tendent à avoir une taille robuste, souvent moyenne, avec un poids généralement compris entre 3 et 7 kg. Leur fourrure est généralement plus dense et résistante, une adaptation nécessaire pour supporter les variations climatiques.
Leurs pattes sont souvent musclées et agiles, optimisées pour la chasse et l'exploration des terrains agricoles. Leur apparence globale reflète un équilibre entre la rusticité nécessaire pour survivre à l'extérieur et les caractéristiques héritées de leurs ancêtres domestiques. Les chats de ferme n'ont pas de caractéristiques physiques uniformes, contrairement au chat sauvage. Leur apparence varie largement, car ils peuvent être issus de quelconque race de chat domestique ou résulter de croisements multiples.